# The Bedlam in Goliath
The Bedlam in Goliath is het vierde studioalbum van de Amerikaanse band The Mars Volta. Het album kwam op 29 januari 2008 uit in Europa en de Verenigde Staten en op 26 januari 2008 in Australië. De plaat werd uitgebracht op het Universal Motown Records label. Het album kwam op de derde plek binnen in de Billboard Top 200. In de eerste week werden er al 54.000 exemplaren verkocht.

## Tracklist
1. Aberinkula – 5:45
2. Metatron – 8:12
3. Ilyena – 5:36
4. Wax Simulacra – 2:39
5. Goliath – 7:15
6. Tourniquet Man – 2:38
7. Cavalettas – 9:32
8. Agadez – 6:44
9. Askepios – 5:11
10. Ouroborous – 6:36
11. Soothsayer – 9:08
12. Conjugal Burns – 6:36